# Shawn Collymore
Shawn Collymore (né le 2 mai 1983 à LaSalle, dans la province de Québec au Canada) est un joueur professionnel canadien de hockey sur glace.

## Carrière de joueur
Après avoir évolué avec les Lions du Lac-Saint-Louis de la Ligue de hockey midget AAA, il évolue dans la Ligue de hockey junior majeur du Québec.
Après sa deuxième saison avec les Remparts de Québec, il fut sélectionné au 139e échelon par les Rangers de New York lors du repêchage de 2001. Il a été au cours de la saison suivante, capitaine du club de Québec. Il termina son stage junior avec les Foreurs de Val d'Or en 2003-2004.
N'ayant pas de contrat avec les Rangers, il participe au camp d'entraînement des recrues des Red Wings de Détroit. Ne réussissant pas à impressionner la direction des Wings, il commença sa carrière professionnelle avec le Storm de Toledo dans l'East Coast Hockey League. Il joua ensuite une saison avec les Trashers de Danbury de la United Hockey League avant de revenir jouer dans l'ECHL avec les Royals de Reading.
Il évolue ensuite avec les Senators de Binghamton, les Admirals de Norfolk et les Bears de Hershey de la Ligue américaine de hockey.
Il prend ensuite la direction de l’Europe, alors qu’il passe une saison avec les Oilers de Stavanger de la GET ligaen, puis une saison avec le Esbjerg fB Ishockey de l’AL-Bank ligaen.
Après une saison avec le Reign d'Ontario de l'ECHL, il évolue une saison avec le Smoke Eaters Geleen  du Championnat des Pays-Bas de hockey sur glace.
Le 25 août 2012, il signe un contrat avec les Riverkings de Cornwall de la Ligue nord-américaine de hockey.
Lors de l'été 2013 il signe un contrat avec les Friesland Flyers de l'Eredivisie.

## Statistiques
| Saison    | Équipe                   | Ligue          |    | Saison régulière | Saison régulière | Saison régulière | Saison régulière | Saison régulière |   | Séries éliminatoires | Séries éliminatoires | Séries éliminatoires | Séries éliminatoires | Séries éliminatoires |
| Saison    | Équipe                   | Ligue          | PJ | B                | A                | Pts              | Pun              | PJ               | B | A                    | Pts                  | Pun                  |                      |                      |
| 1998-1999 | Lions du Lac-Saint-Louis | Midget AAA     | 41 | 12               | 20               | 32               | 36               | -                | - | -                    | -                    | -                    |                      |                      |
| 1999-2000 | Remparts de Québec       | LHJMQ          | 64 | 8                | 16               | 24               | 22               | 11               | 0 | 2                    | 2                    | 0                    |                      |                      |
| 2000-2001 | Remparts de Québec       | LHJMQ          | 71 | 24               | 43               | 67               | 32               | 4                | 0 | 3                    | 3                    | 0                    |                      |                      |
| 2001-2002 | Remparts de Québec       | LHJMQ          | 52 | 23               | 34               | 57               | 37               | 9                | 2 | 4                    | 6                    | 0                    |                      |                      |
| 2002-2003 | Remparts de Québec       | LHJMQ          | 35 | 15               | 16               | 31               | 11               | -                | - | -                    | -                    | -                    |                      |                      |
| 2002-2003 | Foreurs de Val-d'Or      | LHJMQ          | 34 | 18               | 16               | 34               | 34               | 9                | 2 | 3                    | 5                    | 0                    |                      |                      |
| 2003-2004 | Foreurs de Val-d'Or      | LHJMQ          | 56 | 26               | 29               | 55               | 33               | 5                | 0 | 4                    | 4                    | 6                    |                      |                      |
| 2004-2005 | Storm de Toledo          | ECHL           | 49 | 7                | 12               | 19               | 29               | 1                | 0 | 0                    | 0                    | 0                    |                      |                      |
| 2005-2006 | Trashers de Danbury      | UHL            | 61 | 23               | 26               | 49               | 40               | 18               | 8 | 14                   | 22                   | 12                   |                      |                      |
| 2006-2007 | Royals de Reading        | ECHL           | 55 | 16               | 32               | 48               | 36               | -                | - | -                    | -                    | -                    |                      |                      |
| 2006-2007 | Senators de Binghamton   | LAH            | 9  | 1                | 0                | 1                | 2                | -                | - | -                    | -                    | -                    |                      |                      |
| 2007-2008 | Royals de Reading        | ECHL           | 13 | 7                | 14               | 21               | 13               | 6                | 2 | 4                    | 6                    | 4                    |                      |                      |
| 2007-2008 | Admirals de Norfolk      | LAH            | 10 | 1                | 1                | 2                | 4                | -                | - | -                    | -                    | -                    |                      |                      |
| 2007-2008 | Bears de Hershey         | LAH            | 13 | 0                | 6                | 6                | 17               | 5                | 0 | 0                    | 0                    | 0                    |                      |                      |
| 2008-2009 | Stavanger Oilers         | GET ligaen     | 37 | 12               | 17               | 29               | 10               | -                | - | -                    | -                    | -                    |                      |                      |
| 2009-2010 | Esbjerg fB Ishockey      | AL-Bank ligaen | 35 | 9                | 14               | 23               | 39               | 5                | 0 | 2                    | 2                    | 6                    |                      |                      |
| 2010-2011 | Reign d'Ontario          | ECHL           | 62 | 17               | 21               | 38               | 36               | -                | - | -                    | -                    | -                    |                      |                      |
| 2011-2012 | Smoke Eaters Geleen      | Eredivisie     | 39 | 27               | 22               | 49               | 6                | 8                | 5 | 9                    | 14                   | 16                   |                      |                      |
| 2012-2013 | Riverkings de Cornwall   | LNAH           | 29 | 9                | 22               | 31               | 8                | -                | - | -                    | -                    | -                    |                      |                      |
| 2013-2014 | Friesland Flyers         | Eredivisie     | 33 | 19               | 20               | 39               | 6                | 7                | 4 | 4                    | 8                    | 0                    |                      |                      |

## Trophées et honneurs personnels
- 2011-2012 : remporte l'Eredivisie avec le Smoke Eaters Geleen.